# Dendrokingstonia
Dendrokingstonia é um género de plantas com flores pertencentes à família Annonaceae.
A sua área de distribuição nativa é a Malésia Ocidental.
Espécies:
- Dendrokingstonia acuminata (Miq.) Chaowasku
- Dendrokingstonia gardneri Chaowasku
- Dendrokingstonia nervosa (Hook.f. & Thomson) Rauschert